# Wamos Air
Wamos Air er et flyselskab fra Spanien. Selskabet har hub og hovedkontor på Madrid-Barajas Lufthavn ved landets hovedstad Madrid. Wamos Air blev etableret i 2003 under navnet Pullmantur Air, og har siden 2006 været ejet af Royal Caribbean Cruises Ltd. I december 2014 skiftede selskabet navn til det nuværende.
Selskabet opererede i december 2015 primært charterflyvninger, men havde også sæsonbestemte ruteflyvninger til Dominikanske Republik og Cancún i Mexico.

## Historie
Rejsekoncernen Grupo Marsans startede i juni 2003 flyvningerne med deres nye flyselskab Air Pullmantur. Snart blev hovedbeskæftigelse af flyve krydstogtturister for Pullmantur Cruises ud til og fra skibe i Caribien og Europa. I november 2006 blev krydstogtselskabet og flyselskabet solgt til det amerikansk/norske selskab Royal Caribbean Cruises Ltd. Pullmantur Air fortsatte med at flyve krydstogtturister ud fra dets base på Madrid-Barajas Lufthavn, ligesom enkelt andre charteropgaver blev taget ind.
I slutningen af 2010 begyndte man også med selvstændige ruteflyvninger til Cancún i Mexico, og Punta Cana i den Dominikanske Republik.

## Flyflåde
Selskabet havde i december 2015 en flyflåde bestående af fem Boeing 747-400 fly med en gennemsnitsalder på 21,3 år. Alle flyene var konfigureret med 477 passagersæder, hvoraf de 451 var på økonomiklasse.